# Maria Strandlund
| jaar | rang enkelspel | rang dubbelspel |
| ---- | -------------- | --------------- |
| 1986 | 418            | 340             |
| 1987 | 212            | 182             |
| 1988 | 107            | 109             |
| 1989 | 99             | 84              |
| 1990 | 131            | 112             |
| 1991 | 147            | 150             |
| 1992 | 214            | 131             |
| 1993 | 177            | 83              |
| 1994 | 170            | 60              |
| 1995 | 115            | 55              |
| 1996 | 158            | 111             |
| 1997 | 328            | 245             |

Maria Strandlund (17 augustus 1969) is een voormalig tennisspeelster uit Zweden. Strandlund was actief in het internationale tennis van 1986 tot en met 1997, waarna zij op 16 mei 2000 nog eenmaal, in het dubbelspel, deelnam aan de Fed Cup in een verloren ontmoeting met Bulgarije.

## Loopbaan

### Enkelspel
Strandlund debuteerde in 1986 op ITF-toernooien in Zweden. Zij stond in 1987 voor het eerst in een finale, op het ITF-toernooi van Stavanger (Noorwegen) – hier veroverde zij haar enige enkelspeltitel, door de Finse Petra Thorén te verslaan.
In 1987 speelde Strandlund voor het eerst op een WTA-hoofdtoernooi, op het toernooi van Båstad – zij bereikte er de tweede ronde. Haar beste resultaat op de WTA-toernooien is het driemaal bereiken van de halve finale: eenmaal in Adelaide (1988), andermaal in Båstad (1989) en ten leste in Jakarta (1995), alle van categorie Tier V.
In 1988 had zij haar grandslamdebuut op Roland Garros, waar zij zich door het kwalificatietoernooi had geslagen, en in de hoofdtabel ook nog twee partijen won – zij verloor ten slotte van de Nederlandse Nicole Jagerman.
Haar beste resultaat op de grandslamtoernooien is het bereiken van de derde ronde. Haar hoogste notering op de WTA-ranglijst is de 80e plaats, die zij bereikte in november 1989.

### Dubbelspel
Strandlund behaalde in het dubbelspel betere resultaten dan in het enkelspel. Zij debuteerde in 1986 op het WTA-toernooi van Barcelona, samen met landgenote Monica Lundqvist. Zij stond in 1987 voor het eerst in een finale, op het ITF-toernooi van Stockholm (Zweden), geflankeerd door landgenote Jonna Jonerup – zij verloren van het Zweedse duo Catrin Jexell en Helena Olsson. Twee weken later veroverde Strandlund haar eerste titel, op het ITF-toernooi van Hørsholm (Denemarken), terug samen met Jonerup, door het duo Maria Ekstrand en Lone Vandborg te verslaan. In totaal won zij negen ITF-titels, de laatste in 1997 in Rockford (VS).
In 1988 had zij haar grandslamdebuut op Roland Garros, samen met landgenote Anna-Karin Olsson.
Strandlund stond in 1994 voor het eerst in een WTA-finale, op het toernooi van Essen, samen met landgenote Maria Lindström – hier veroverde zij haar eerste titel, door het koppel Jevgenia Manjoekova en Leila Meschi te verslaan.
Haar beste resultaat op de grandslamtoernooien is het bereiken van de tweede ronde. Haar hoogste notering op de WTA-ranglijst is de 45e plaats, die zij bereikte in oktober 1995.

#### Gemengd dubbelspel
In deze discipline bereikte Strandlund met landgenoot Jan Apell de kwartfinale op Wimbledon 1993 – daarin werden zij uitgeschakeld door het Nederlandse duo Manon Bollegraf en Tom Nijssen.

### Tennis in teamverband
In de periode 1988–2000 maakte Strandlund deel uit van het Zweedse Fed Cup-team – zij vergaarde daar een winst/verlies-balans van 13–20.

### Na de actieve carrière
Strandlund was tien jaar captain van het Zweedse Fed Cup-team. Daarnaast was zij commentator voor Eurosport en bondscoach voor de Zweedse landenteams van senioren en junioren.

## Persoonlijk
Strandlund was getrouwd met Mia Tomsvik en heeft twee kinderen.

## Resultaten grandslamtoernooien
| Legenda | Legenda                          |
| ------- | -------------------------------- |
| g.t.    | geen toernooi gehouden           |
| l.c.    | lagere categorie                 |
| –       | niet deelgenomen                 |
| G       | uitgeschakeld in de groepsfase   |
| 1R      | uitgeschakeld in de eerste ronde |
| 2R      | uitgeschakeld in de tweede ronde |
| 3R      | uitgeschakeld in de derde ronde  |
| 4R      | uitgeschakeld in de vierde ronde |
| KF      | uitgeschakeld in de kwartfinale  |
| HF      | uitgeschakeld in de halve finale |
| F       | de finale verloren               |
| W       | het toernooi gewonnen            |
| w-v     | winst/verlies-balans             |

### Enkelspel
| Australian Open | –  | 2R | –  | 1R | 2R | –  | 1R |
| Roland Garros   | 3R | 1R | 2R | 1R | –  | 1R | –  |
| Wimbledon       | –  | 2R | 1R | 3R | –  | 2R | –  |
| US Open         | –  | –  | 3R | 1R | –  | 1R | –  |

### Vrouwendubbelspel
| toernooi        | 1988 | 1989 | 1990 | 1991 | 1992 | 1993 | 1994 | 1995 | 1996 |
| --------------- | ---- | ---- | ---- | ---- | ---- | ---- | ---- | ---- | ---- |
| Australian Open | –    | 2R   | –    | 1R   | –    | 1R   | –    | 2R   | 2R   |
| Roland Garros   | 1R   | 2R   | 1R   | 1R   | 1R   | 1R   | 2R   | 2R   | 2R   |
| Wimbledon       | –    | 1R   | 1R   | 1R   | –    | –    | 1R   | 2R   | 1R   |
| US Open         | –    | –    | 1R   | 1R   | 1R   | 1R   | 1R   | 1R   | 2R   |

### Gemengd dubbelspel
| Australian Open | –  | –  | –  | 1R |
| Roland Garros   | 2R | –  | 2R | –  |
| Wimbledon       | –  | KF | 1R | 2R |
| US Open         | –  | –  | –  | –  |

## Palmares
| Legenda                |
| ---------------------- |
| Grandslamtoernooi      |
| Olympische Spelen      |
| Year-End Championships |
| Tier I                 |
| Tier II                |
| Tier III               |
| Tier IV & V            |

### WTA-finaleplaatsen enkelspel
geen

### WTA-finaleplaatsen vrouwendubbelspel
| nr.              | finale     | toernooi  | ondergrond | partner         | tegenstandsters                  | score         | ref    |
| ---------------- | ---------- | --------- | ---------- | --------------- | -------------------------------- | ------------- | ------ |
| gewonnen finales |            |           |            |                 |                                  |               |        |
| 1.               | 1994-10-30 | WTA Essen | tapijt (i) | Maria Lindström | Jevgenia Manjoekova Leila Meschi | 6-2, 6-1      | [ 12 ] |
| verloren finales |            |           |            |                 |                                  |               |        |
| 1.               | 1995-05-14 | WTA Praag | gravel     | Maria Lindström | Linda Harvey-Wild Chanda Rubin   | 7-6, 3-6, 2-6 | [ 13 ] |

### Gewonnen ITF-toernooien enkelspel
| nr. | finale     | toernooi  | dotatie | ondergrond | tegenstandster in finale | score    |
| --- | ---------- | --------- | ------- | ---------- | ------------------------ | -------- |
| 1.  | 1987-02-01 | Stavanger | $10.000 | tapijt (i) | Petra Thorén             | 7-6, 6-2 |